# 노니 헤이즐허스트
리오니 엘바 "노니" 헤이즐허스트(Leonie Elva "Noni" Hazlehurst, 영어 발음: /heɪzl-/, 1953년 8월 17일 ~ )는 오스트레일리아의 배우, 가수, 텔레비전 진행자이다.
멜버른에서 태어났다.

## 출연 작품

### 영화
- Fatty Finn (1980)
- Monkey Grip (1982)
- 홀로 설 수 없는 여인 (1985, Fran)
- Waiting (1991)
- 리틀 피쉬 (2005) - 저넬 역
- 캔디 (2006) - 일레인 와이엇 역
- 비터 앤 트위스티드 (2008, Bitter & Twisted )
- A Parachute Falling in Siberia (2009) - 단편
- The Mule (2014)
- Della Mortika (2018) - 단편
- 레이디스 인 블랙 (2018, Ladies in Black)
- 스팅: 외계거미의 지구침략 (2024)

### 텔레비전
- 전쟁과 사랑 (1987, Nancy Wake)
- Clowning Around (1991)
- City Homicide (2007-11)